# 勝田高司
勝田 高司（しょうだ・たかし、1916年-2010年11月16日）は日本の建築工学者、空気調和衛生工学者。東京大学名誉教授。東京都出身。

## 経歴
1940 (昭15) 年東京帝国大学工学建築学科卒業。
1942 (昭17)年、東京帝国大学工学部講師に就任、勝田研発足。
1943年7月に東京帝国大学第二工学部（千葉市弥生町）助教授に就任。
1949年5月東京大学生産技術研究所へ移行。
1950 (昭25)年度 「自然換気に関する実験的研究」にて日本建築学会賞(論文)。
1952 (昭27)年工学博士授与。
1961年4月、教授に就任。
1963 (昭38)年日本建築学会理事 (~64年)。1968 (昭43)年環境工学委員会委員長(~70年)。1974 (昭49) 年空気調和衛生工学会会長。
1978年3月定年退官。日本大学生産工学部教授。1979 (昭54)年、日本建築学会評議員(~83年)。1986 (昭61) 年、日本大学生産工学部定年、講師に。
1988 (昭63)年、(株)鹿島建設顧問(~95年)。
1990年、勲三等旭日中綬章受章。
1992 (平04)年、「建築環境工学,建築設備工学の発展に関する一連の業績」にて日本建築学会賞大賞受賞。この他、空気調和・衛生工学会学会賞 論文賞、安田火災海上本社ビル・損保ジャパン日本興亜本社ビルでBCS賞受賞。
1996年、日本建築学会名誉会員。
著書に『建築設備』 (森北建築学全書) 『建築学大系 29. 工場』 『図学演習』(1952年)など。

## 家族
父の勝田主計は大蔵省理財局長から大蔵次官を経て貴族院議員→朝鮮銀行総裁→大蔵大臣→文部大臣→内閣参議を歴任。母イヨは侍医渡辺悌二郎の長女。妻の金子は大平駒槌の二女。
長兄龍夫は元日本不動産銀行会長や日本債券信用銀行会長。弟和男は安田火災美術財団理事など歴任。